# Лонгеј (Квебек)
Лонгој (фр. Longueuil) је град у Канади у покрајини Квебек. Према резултатима пописа 2011. у граду је живело 231.409 становника.

## Становништво
Према резултатима пописа становништва из 2011. у граду је живело 231.409 становника, што је за 0,9% више у односу на попис из 2006. када је регистровано 229.330 житеља.
| 2006.   | 2011.   | 2016.   |
| ------- | ------- | ------- |
| 229.330 | 231.409 | 239.700 |